# Rodolfo Vismara
Rodolfo Vismara fue un actor de la etapa del cine mudo y sonoro argentino, escenógrafo y montajista.

## Carrera
Rodolfo Vismara se lució en la pantalla grande argentina durante la época muda y sonora cinematográfica. Muchas veces con roles protagónicos, se inició en el film mudo Palomas rubias en 1920 mítico director  José Agustín Ferreyra, junto a Lidia Liss y Jorge Lafuente. Se despide ya en la etapa sonora con Plegaria gaucha de 1938, protagonizada por Manolita Poli y Arturo Sánchez . Otros destacados protagónicos fueron La casa del placer junto a la cantante de tango Azucena Maizani y De nuestras pampas con Blanca Olivier y César Rocha.
El Chino Vismara como se lo apodaba, venía de lejos en el cine mudo con sus dotes de galán y persistió a medias en el sonoro, fiel a un tipo entre recio y malevo. Anciano y retirado, mientras administraba una sala cinematográfica de Mar del Plata, reconoció su fidelidad al equipo del director argentino Julio Irigoyen.
Ya en la década del '40 se lo ve como escenógrafo y montajista con los films El alma de un tango y Un muchacho de Buenos Aires.

## Filmografía
Como actor:
- 1920: Palomas rubias.
- 1923: La aventura del pasaje Güemes.
- 1923: De nuestras pampas.
- 1923: El guapo del arrabal.
- 1925: Empleada se necesita.
- 1925: Galleguita.
- 1928: La casa del placer.
- 1936: Mi Buenos Aires querido.
- 1938: Sierra chica.
- 1938: Plegaria gaucha.

Como escenógrafo:
- 1945: El alma de un tango.

## Como montajista
- 1944: Un muchacho de Buenos Aires.